# Exomalopsis heteropilosa
Exomalopsis heteropilosa är en biart som först beskrevs av Embrik Strand 1910.  Exomalopsis heteropilosa ingår i släktet Exomalopsis och familjen långtungebin. Inga underarter finns listade i Catalogue of Life.